# Cornelio Frangipane le Jeune
Claudio-Cornelio Frangipane, dit le Jeune, né le 16 novembre 1553 à Tarcento, mort le 30 juin 1643 à Venise, est un jurisconsulte et écrivain italien.

## Biographie
Claudio-Cornelio Frangipane nait à Venise en 1533, fait ses études à Bologne et fréquente ensuite les cours de l’Université de Padoue. Après avoir pris ses degrés en droit, il visite les principales villes de France, d’Espagne, d’Allemagne et d’Italie, et revient à Venise, où on lui offre une chaire de droit civil. Il la remplit pendant plusieurs années avec un grand succès, et est ensuite nommé maître des requêtes près du conseil d’État : il rend dans cette place des services importants à la République et meurt en 1643, à l’âge de 89 ans.

## Œuvres
- Allegatione over consiglio in jure per la vittoria navale contra Federico l, imp. e atto di Alessandro III, proposta da Cirillo Mechele (masque de Paolo Sarpi) per il dominio della repub. di Venetia sopra il suo golfo contra alcune scritture de’ Napolitani, 1616, in-4°, réimprimé plusieurs fois séparément, et inséré dans le 6e volume des œuvres de Sarpi, édition de Venise, 1677, in-12.
- Del parlar senatorio, Venise, 1619, in-4° ;
- Stilographiæ in Principatum Venetiarum Joannis Cornelii ; sive de Numa Pompilio insculpto in columna ante portam Decumanam palatii, pro religionis studio, declaratio, ibid., 1025, in-4°. On lui attribue encore une dissertation De adventu Alexandri III Venetias, un Traité de l’amour en italien, et quelques Opuscules moins importants.

## Sources
- « Claudio-Cornelio Frangipane », dans Louis-Gabriel Michaud, Biographie universelle ancienne et moderne : histoire par ordre alphabétique de la vie publique et privée de tous les hommes avec la collaboration de plus de 300 savants et littérateurs français ou étrangers, 2e édition, 1843-1865 [détail de l’édition]